# 붐바야
〈붐바야〉는 블랙핑크의 2016년 8월 8일에 발매된 첫 싱글 음반이자 데뷔 음반인 SQUARE ONE의 휘파람과 더불어 타이틀곡이다.